# Dutch Open 2025
Il Dutch Open 2025 è stato un torneo maschile di tennis professionistico. È stata la 57ª edizione del torneo, facente parte della categoria Challenger 75 nell'ambito dell'ATP Challenger Tour 2025, con un montepremi di 91 000 €. Si è giocato dal 14 al 20 luglio 2025 sui campi in terra rossa del Eemslag Tennis & Padel Club di Bunschoten, nei Paesi Bassi.

## Partecipanti

### Teste di serie
| Nazionalità | Giocatore        | Ranking* | Testa di serie |
| ----------- | ---------------- | -------- | -------------- |
| Ungheria    | Zsombor Piros    | 160      | 1              |
| Paesi Bassi | Guy den Ouden    | 174      | 2              |
| Libano      | Benjamin Hassan  | 193      | 3              |
| Francia     | Titouan Droguet  | 194      | 4              |
| Regno Unito | Jan Choinski     | 200      | 5              |
| Belgio      | Gauthier Onclin  | 206      | 6              |
| Francia     | Clément Tabur    | 215      | 7              |
| Bulgaria    | Dimitar Kuzmanov | 226      | 8              |

* Ranking al 30 giugno 2025.

### Altri partecipanti
I seguenti giocatori hanno ricevuto una wild card per il tabellone principale:
- Manvydas Balciunas
- Abel Forger
- Mees Röttgering

Il seguente giocatore è entrato in tabellone nell'ambito del Next Gen Accelerator programme:
- Matej Dodig

I seguenti giocatori sono entrati in tabellone come alternate:
- Gijs Brouwer
- Michael Geerts
- Matheus Pucinelli de Almeida

I seguenti giocatori sono passati dalle qualificazioni:
- Martin Krumich
- Stijn Slump
- Federico Bondioli
- Marvin Möller
- Anton Matusevich
- Nicolás Kicker

I seguenti giocatori sono entrati in tabellone come lucky loser:
- Daniel Dutra da Silva
- Jelle Sels

## Punti e montepremi
| Torneo    | Torneo              | V      | F     | SF    | QF    | 2T    | 1T  | Q | Q2  | Q1  |
| Singolare | Punti               | 75     | 44    | 22    | 12    | 6     | 0   | 4 | 2   | 0   |
| Singolare | Premi in denaro (€) | 12 980 | 7 620 | 4 550 | 2 635 | 1 535 | 950 | – | 360 | 185 |
| Doppio    | Punti               | 75     | 44    | 22    | 12    | –     | 0   | – | –   | –   |
| Doppio    | Premi in denaro (€) | 4 250  | 2 450 | 1 480 | 880   | –     | 500 | – | –   | –   |

## Campioni

### Singolare
Jan Choinski ha sconfitto in finale  Kimmer Coppejans con il punteggio di 6–4, 3–6, 6–3.

### Doppio
Michael Geerts /  Tim Rühl hanno sconfitto in finale  Mats Hermans /  Mick Veldheer con il punteggio di 7–5, 7–6(4).